# Regió de Piura
Piura (del quítxua piurha) és una regió del Perú. Limita al nord amb la Regió de Tumbes i amb les províncies de Loja i Zamora-Chinchipe (Equador), al sud amb la Regió de Lambayeque, a l'est amb la Regió de Cajamarca i a l'oest amb l'oceà Pacífic.

## Divisió administrativa
La regió es divideix en 8 províncies:
- Ayabaca
- Huancabamba
- Morropón
- Paita
- Piura
- Sechura
- Sullana
- Talara